# Gilde Brauerei

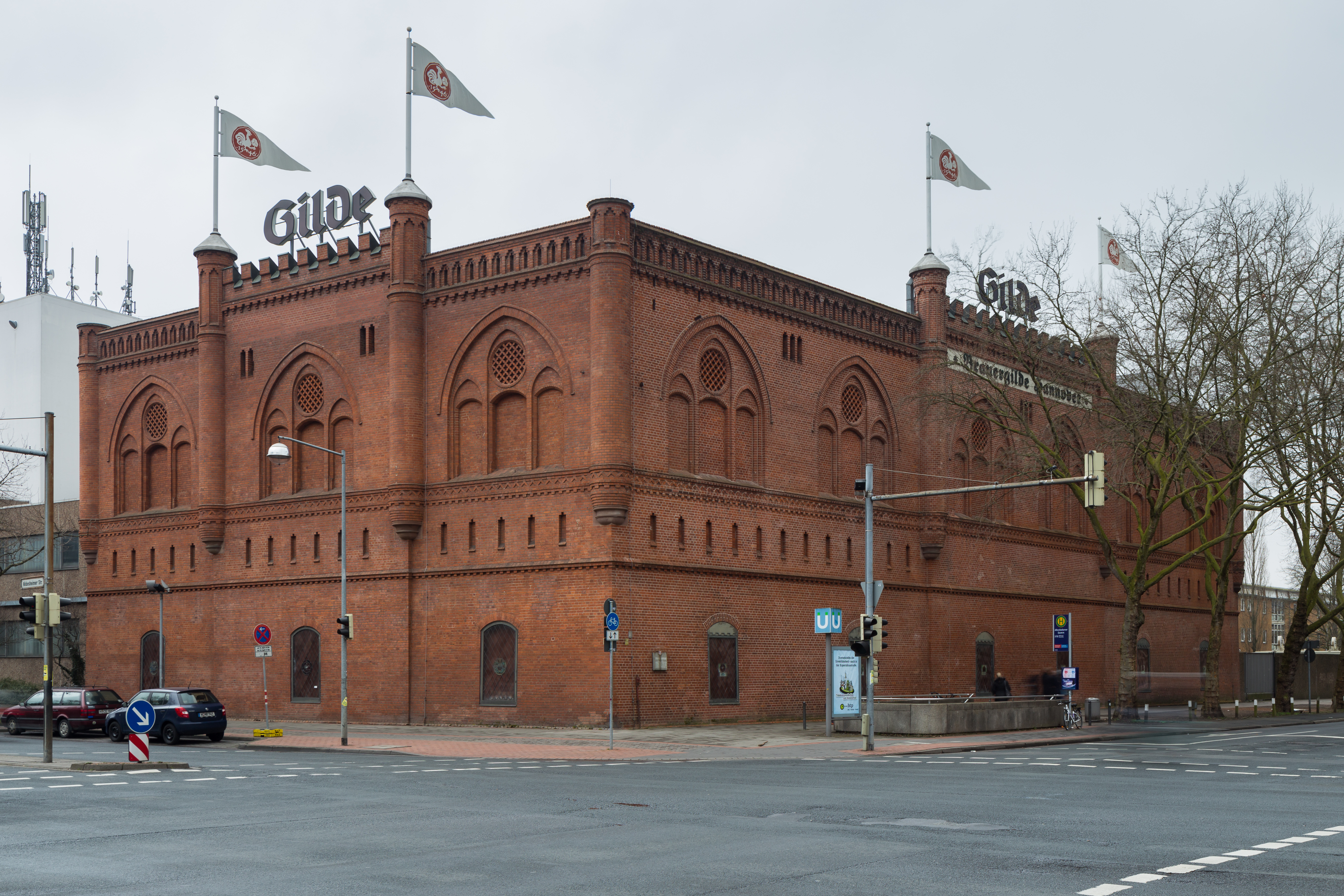
Gilde Brauerei Hannover.

La Gilde Brauerei GmbH es una fábrica cervecera de gran tradición, además de ser el negocio más antiguo de Hannover. La historia de la Gilde Brauerei, fundada en 1609, comenzó con el establecimiento de la cervecería de Cord Broyhan en 1526. El 1 de enero de 2016 pasó a pertenecer a la Sociedad de participación financiera TCB.

## Historia

### Gilde Brauerei de Hannover

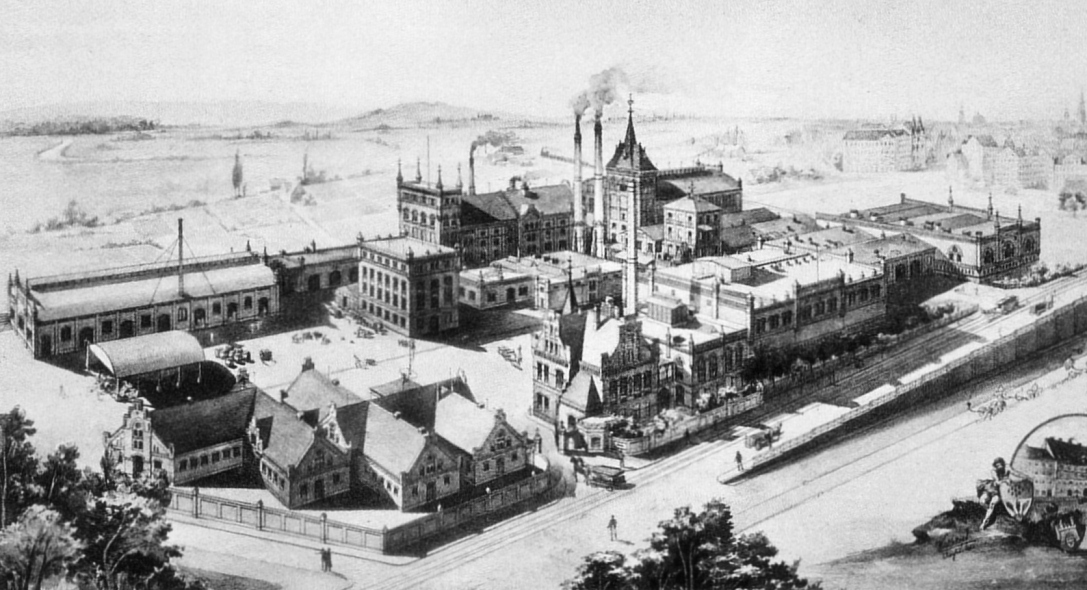
La fábrica en 1890

El 31 de mayo de 1525 Cord Broyhan inventó por primera vez la receta de su nueva Cerveza de Alta fermentación (como el mismo la llamó), y la elaboró en la casa Broyhan (Broyhanhaus) en 1537. A partir de entonces, la ciudad vivía una era de extraordinaria bonanza económica. En 1546 se estableció un gremio entre todos los cerveceros, que ese mismo año acuñaron una divisa de bronce (Broyhan Taler) para el cobro en cervecerías e impuestos.
En 1609 el Ayuntamiento reconoció al gremio  como  entidad jurídica independiente que velaba por los intereses, derechos y obligaciones de los cerveceros. El gremio estaba formado por los propietarios de los terrenos en los que se establecían los derechos de las cervecerías y sus producciones. En el siglo XVII existían ya 320 terrenos con  derecho a establecer producciones de cerveza. En 1745 se establece una sociedad con 105 cerveceros, con el fin de asegurar una cerveza con unos estándares de calidad. A finales del siglo XVIII se construye en la calle Köbelinger una cervecería en la que se estuvo fabricando la cerveza Broyhan hasta el año 1919.
En el siglo XIX se elaboraron por primera vez las cervezas Lager de baja fermentación como la Pilsener, que se conservaban más tiempo, lo que permitía su comercio fuera de la región. Debido a esto fueron apareciendo con mayor frecuencia  grandes fábricas de cerveza, con una producción anual de 100.000 hectolitros en Alemania. En 1868 el gremio perdió su monopolio de venta en Hannover y pasó de ser una asociación cooperativa a una empresa.  En 1870 la Gilde Brauerei de Hannover se hizo con su propiedad actual en la calle Hildesheimer, junto al lago Maschsee. En este solar se construyó en 1875 una fábrica de arquitectura neogótica. Durante el bombardeo de Hannover, en la Segunda Guerra Mundial, se destruyó cerca del 75% del edificio.
En 1917 se construyó la fábrica municipal de cerveza tipo Lager, mediante un Consorcio de las fábricas municipales Herrenhäuser y Lindener Aktien-Brauerei, gracias a la exitosa oferta de la Germania-BrauereiFue.
En 1925 el gremio adquirió la mayoría del capital de salida y en 1968 se fusionó con la Lindener Aktien-Brauerei y se convirtió en "Lindener Gilde-Bräu”. En 1970 el edificio de la cervecería de la calle Hildesheimer fue reformado, lo que la llevó a ser una de las cervecerías más modernas del mundo. Para mantener la tradición, hasta los años 90 se suministraba la cerveza, en casos especiales, en carros antiguos de caballos.

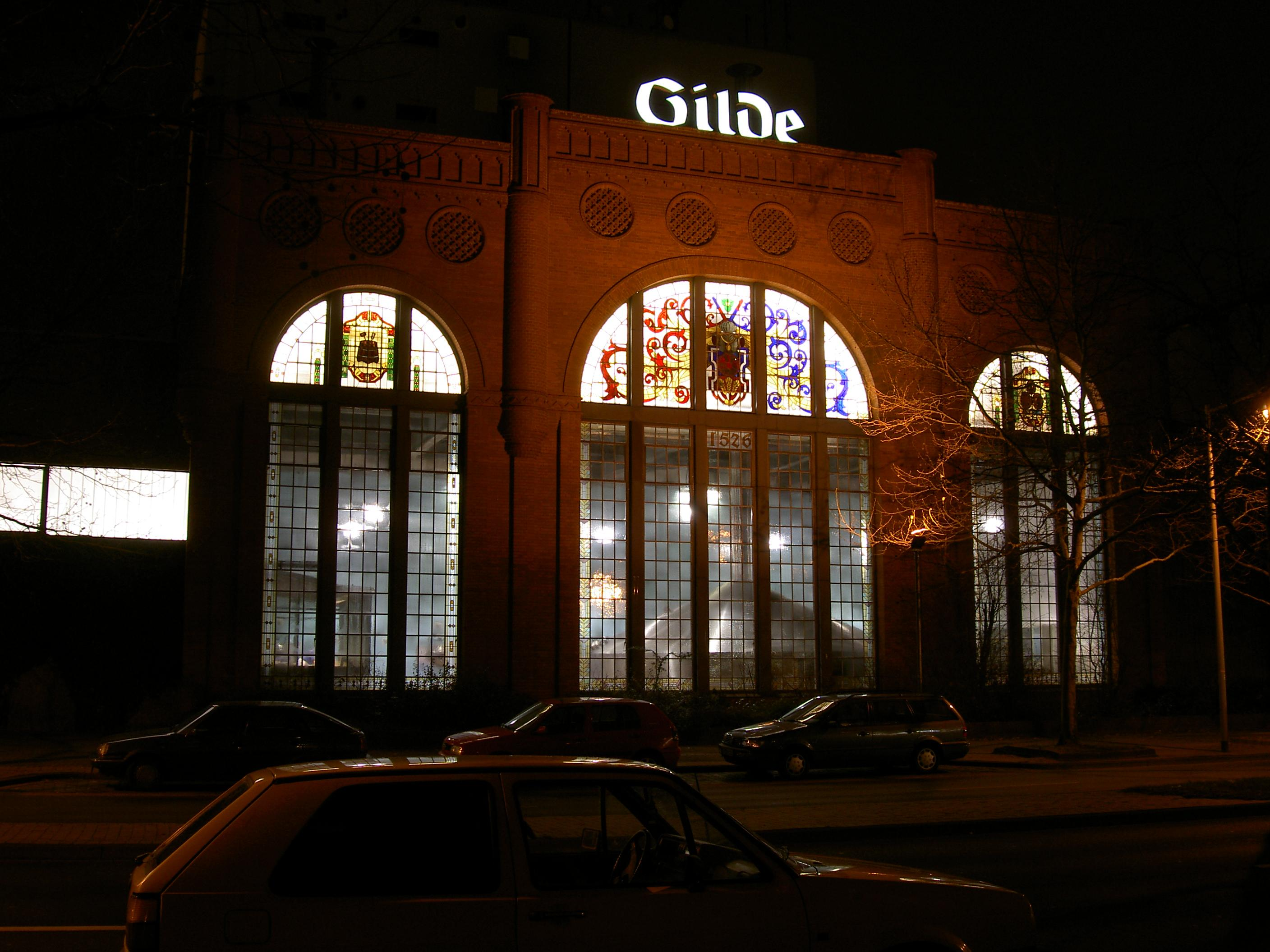
Cubas de la fábrica

### El grupo Gilde
En 1985 la cervecería extendió sus actividades comerciales fuera de la región de Hannover. Además, se hizo con  la mayoría de las acciones de la GmbH Hofbrauhaus Wolters, de Brunswick. En 1988 el nombre se acortó a  Gilde Brauerei AG.
En 1989 comenzó la producción de la cerveza de culto Bölkstoff tras una disputa entre el creador de la figura de cómic “Werner” con la cervecería Flensburger, cuya cerveza se convirtió en objeto de culto tras aparecer "Werner" en el tapón de las botellas.
En 1990 Gilde absorbió la GmbH “Hasseröder Brauerei” de Wernigerode (Sajonia-Anhalt) y se consolidó como una de las cervecerías más modernas de Europa. En 1992 en Hannover, adquirió la mayoría de participaciones de la GmbH Bauhaus Wülfel y en 1997 cerró la cervecería en Linden (Lindener Spezial). En el año 2000 el grupo Gilde fue una de las 10 marcas de cervezas alemanas más vendidas. En este ranking no solo se incluyeron cervecerías, sino además la GmbH: Malzfabrik (maltería) Langkopf de Peine (ciudad),  adquirida en 1909 por Linden.

### Compra de Interbrew
En 2001 el grupo belga InBev (productores de la famosa Stella Artois) adquirió la fábrica de cerveza negra Altbier Diebels y en 2002 compró la marca de Bremen “Beck's”, conocida en todo el mundo, fundando así la Interbrew alemana. El 1 de enero de 2003 se hizo cargo del grupo Gilde Brauerei AG. 

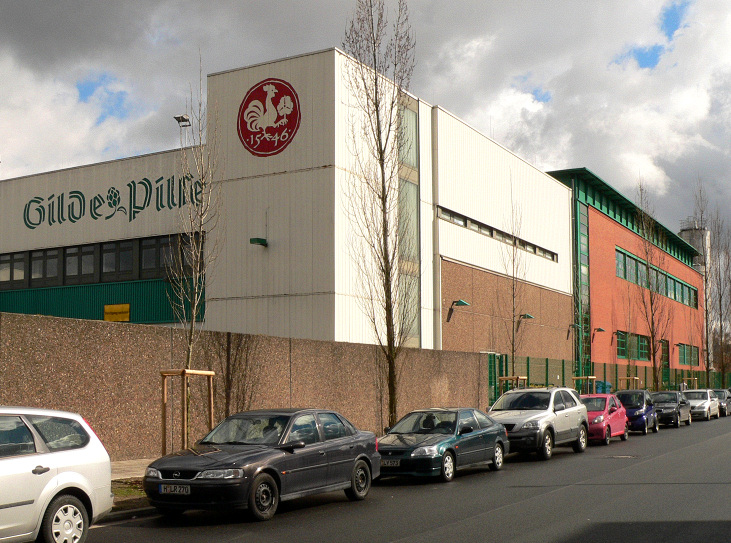
Parte de atrás de la fábrica, edificación moderna.

En otoño del 2004 Interbrew se fusionó tras haber adquirido el 1 de octubre los grupos Spaten-Franziskaner-Bräu de Múnich y Dinkelacker de Stuttgart con el grupo brasileño AmBev; con los que formó InBev, el grupo cervecero más famoso del mundo. El 1 de julio de 2005 Interbrew Alemania pasó a ser InBev.
InBev se inclinó más por la producción y el marketing de cervezas a escala supraregional que a las cervezas de Hannover y fue sacando las marcas tradicionales del mercado. Ya en 2004 cerró la marca Wilkenburger y vendió la marca Bölkstoff a la empresa Frensburger. Incluso la cervecería tradicional de Braunschweig, Hofbrauhaus Wolters, perteneciente durante 20 años al grupo Gilde, estuvo a punto de ser cerrada el 31 de diciembre de 2005; pero gracias a un plan de rescate con el apoyo de la ciudad de Braunschweig se vendió a cuatro empresas, y se volvió a abrir en octubre de 2006 como cervecería independiente. En 2005 la GmbH Malzfabrik (maltería) Langkopf fue vendida al grupo Rudolf-Meyer de Peine. 
Desde el año 2009 el grupo Inbev redujo su producción en Hannover. En 2004 consiguió, con 70 empleados, una producción anual de cerca de 150.000 hectolitros de cerveza. En octubre del 2015 la empresa matriz anunció que la cervecería Gilde sería vendida al final del trimestre a la sociedad de participación financiera TCB. La absorción total se produjo el 1 de enero de 1016.

## Productos
El eslogan de la cervecería es: ¡Das Gildet! Esta frase es un juego de palabras entre el nombre y la palabra dialectal regional “gildet” que viene de "gelten”, que significa valer o valorar, con lo que representa el valor y la fiabilidad del producto.
Cerveza Gilde Ratskeller Premium Pils
- Cerveza de fermentación baja Pilsener
- Tipo de cerveza: Vollbier
- Residuo de mosto aproximadamente: 11.7%
- Volumen de alcohol: 4.9%

Cerveza Gilde Pilsener
- Cerveza de fermentación baja Pilsener
- Tipo de cerveza: Vollbier
- Residuo de mosto aproximadamente:  11.3%
- Volumen de alcohol: 4.9%

Lindener Spezial
- Cerveza de fermentación baja
- Tipo de cerveza: Vollbier
- Residuo de mosto aproximadamente:  12.3%
- Volumen de alcohol: 5.1%

## Personalidades destacadas
Presidentes de la junta directiva
- Gerhard Nienaber (1926–2013)
- Steffen Lorenz (* 1931): Presidente de la junta directiva y del consejo de administración.

- Datos: Q1524208
- Multimedia: Gilde Brauerei / Q1524208